# Еврикське повстання

Прапор повстанців

Еврикське повстання (англ. Eureka Stockade) — повстання золотошукачів, що відбулося у 1854 році біля Белерета в штаті Вікторія, Австралія.  

## Причини
Причиною повстання стало введення владою ліцензії на пошук золота. Ліцензія коштувала 30 шилінгів на місяць, і не враховувала чи був цей місяць успішним для золотошукачів.

## Перебіг
Повстання розпочалося 28 листопада 1854 року, коли під час переходу військових на них напав натовп шахтарів і вбив хлопчика-барабанщика. Хлопчик барабанщик увійшов в історію як герой і йому навіть було возведено меморіал в Белереті, хоча історичні дослідження показали, що хлопчик продовжував служити в армії до 1860 року, коли він і помер. 29 листопада на засіданні старателів було вирішено, що в переговорах з владою вони не досягнуть успіху і тому повинні переходити у відкрите протистояння. Шахтарі вирушили на барикади і спалили ліцензії. Реакція влади була жорстокою і вже 3 грудня повстання було придушене. За 10 хвилин бою було вбито 6 солдат та 30 повсталих. Після придушення повстання багато золотошукачів було заарештовано і передано до Мельбурнського суду, проте суд відмовився визнати їх винними. Після повстання розпочалися політичні баталії, котрі привели до анулювання ліцензій і надання золотошукачам права обиратися в парламент. На наступний рік лідер повстанців Пітер Лейлор був обраний до парламенту. 